# S.A. Christensen
Sophus Andreas Christensen (18. september 1861 i Holbæk – 3. januar 1943 i København) var en dansk matematiker og skolemand, som var rektor ved Nykøbing Katedralskole i perioden 1909-1930.
Han blev student fra Roskilde Katedralskole i 1879. Derefter immatrikuleredes han ved Københavns Universitet, hvor han i 1884 tog magisterkonferens (mag.scient.) i matematik. I 1888 modtog han universitetets guldmedalje for en afhandling om den 10. bog i Euklids Elementer. I 1895 erhvervede han doktorgraden (dr. phil.) med en disputats om Matematikkens udvikling i Danmark og Norge i 1800-tallet. I forbindelse med arbejdet med disputatsen opdagede han en indtil da overset afhandling af landmåleren og matematikeren Caspar Wessel, som viser, at denne havde givet en geometrisk fremstilling af de komplekse tal før den store tyske matematiker Gauss, som normalt tilskrives dette. 
Christensen bevarede livet igennem sin interesse for matematikkens historie. Hans hovedindsats kom dog til at ligge på skoleområdet. I perioden 1883-1890 var han ansat som matematik- og fysiklærer ved Schneekloths Skole. I 1890 flyttede han til Odense Katedralskole, hvor han i 1902 blev overlærer. I 1909 blev han udnævnt til rektor ved Nykøbing Katedralskole og virkede i denne stilling frem til afgangen i 1930. Han var i flere år medlem af opgavekommissionen for studentereksamen. 
Christensen var med i bestyrelsen for Dansk Matematisk Forening i foreningens unge år. Han blev Ridder af Dannebrog 1918 og Dannebrogsmand 1930.
Han er begravet på Holmens Kirkegård.